# Juraj Biankini
Juraj Biankini (ur. 30 sierpnia 1847 w Starim Gradzie, zm. 27 marca 1928 w Splicie) – chorwacki polityk, publicysta i duchowny.

## Życiorys
Ukończył gimnazjum w Splicie i seminarium duchowne w Zadarze. Przez pewien okres był wikariuszem w Starim Gradzie.
W 1871 roku został redaktorem naczelnym gazety Narodni list. Funkcję tę sprawował do 1919 roku. Działał w ramach partii Narodna stranka u Dalmaciji. W latach 1881–1887 i 1889–1918 był posłem do Sejmu Krajowego Dalmacji. W latach 1892–1918 zasiadał także w austro-węgierskiej Radzie Państwa. Opowiadał się za wprowadzaniem języka chorwackiego do życia publicznego i za zjednoczeniem Królestwa Dalmacji z Trójjedynym Królestwem Chorwacji, Slawonii i Dalmacji. Był ostrym krytykiem cesarsko-królewskiej administracji w Dalmacji, obwiniając ją za ciężką sytuację gospodarczą i problemy społeczne. Przyczynił się do zniesienia niekorzystnego dla Dalmacji zapisu w umowie handlowej pomiędzy Austro-Węgrami a Włochami, który dotyczył handlu winem. W latach 1883–1889 i 1911–1918 był wiceprzewodniczącym Komitetu Państwowego w Zadarze. W 1892 roku opuścił partię z powodu niezgody na jej liberalną politykę i był współzałożycielem Hrvatskiego klubu i dalmatyńskiej Stranki prava. W 1917 roku brał udział w przyjęciu deklaracji majowej. W 1918 roku przebywał w areszcie domowym w wyniku zajęcia Zadaru przez Włochy. Następnie udał się do Belgradu, gdzie kontynuował aktywność polityczną. Był członkiem tymczasowego jugosłowiańskiego parlamentu. Był także zastępcą premiera Ljubomira Davidovicia. Należał do Demokratskiej stranki, a następnie Samostalnej demokratskiej stranki. Od 1923 roku był prezesem stowarzyszenia Jadranska straža.